# Matthias Hoene
Matthias Hoene (* in Singapur) ist ein deutscher Regisseur, Filmproduzent und Drehbuchautor.

## Leben
Hoene wurde als Sohn deutscher Eltern in Singapur geboren und wuchs in West-Berlin auf. Nach der Wende zog er nach London und studierte am Central Saint Martins College of Art and Design. Er begann damit, Kurzfilme und Werbespots zu produzieren. Werbekunden waren zum Beispiel Dyson, Saab, Nissan und Vodafone. Außerdem produzierte er ein Musikvideo für Fatboy Slim. Im Auftrag der Agentur Saatchi & Saatchi drehte er einen Werbespot für Club 18-30, der auf dem Cannes Lions International Festival of Creativity 2002 mit einem Goldenen Löwen ausgezeichnet wurde. Im Jahr 2012 produzierte er mit Cockneys vs Zombies seinen ersten Spielfilm. 2019 drehte er für die schwedische Heavy-Metal-Band Sabaton das Musikvideo zur Single Bismarck.

## Filmografie (Auswahl)

### Als Regisseur
- 2008: Beyond the Rave
- 2012: Cockneys vs Zombies
- 2012: Trigger Point (Webserie)
- 2013: #dontbescared (Kurzfilm)
- 2016: The Warriors Gate
- 2019: Bismarck (Musikvideo)
- 2023: Little Bone Lodge

### Als Produzent
- 2012: Tower Block
- 2012: Cockneys vs Zombies

### Als Autor
- 2012: Cockneys vs Zombies

## Auszeichnungen
- 2002: Goldener Löwe auf dem Cannes Lions International Festival of Creativity für den Werbespot Doggy Style[4]
- 2012: Publikumspreis als „Best Feature Film“ auf dem San Sebastián Horror and Fantasy Film Festival für Cockneys vs Zombies[5]
- 2012: Publikumspreis als „Best Feature Film“ auf dem Toronto After Dark Film Festival für Cockneys vs Zombies[6]